# خالد مقبول صديقي
خالد مقبول صديقي (بالأردوية: خالد مقبول صدیقی)‏ هو سياسي باكستاني يشغل حاليًا منصب وزير الاتصلات وتكنولوجيا المعلومات الاتحادي منذ 20 أغسطس 2018. وهو عضو في المجلس الوطني الباكستاني منذ أغسطس 2018 وزعيم الحركة القومية المتحدة منذ فبراير 2018.
وكان سابقًا عضوًا في المجلس الوطني الباكستاني من 1990 إلى 1993، ومن 1997 إلى 1999، ومرة أخرى من يونيو 2013 إلى مايو 2018. وخلال فترة ولايته الثانية كعضو في المجلس الوطني الباكستاني، أصبح الوزير الاتحادي للصناعة والإنتاج من يوليو 1997 إلى أغسطس 1998 في حكومة رئيس الوزراء نواز شريف.